# Gradići
Gradići is een plaats in de gemeente Velika Gorica in de Kroatische provincie Zagreb. De plaats telt 1759 inwoners (2001).